# Fado
Le fado est un genre musical portugais, constitué de chants populaires au thème mélancolique accompagné d'instruments à cordes pincées. Le chanteur de fado ou fadiste (fadista) exploite en général des thèmes récurrents : la saudade, l’amour inaccompli, la jalousie, la nostalgie des morts et du passé, la difficulté à vivre, le chagrin, l’exil… Ce chant fut d'abord chanté dans les quartiers populaires avant d'atteindre la bourgeoisie. Le fado fut le chant national du Portugal à l'époque du dictateur Salazar.

## Étymologie
Le mot fado est dérivé du latin fatum, « destin », lui-même dérivé du verbe fari, « dire ». Le verbe portugais fadar signifie « prédestiner ».

## Histoire

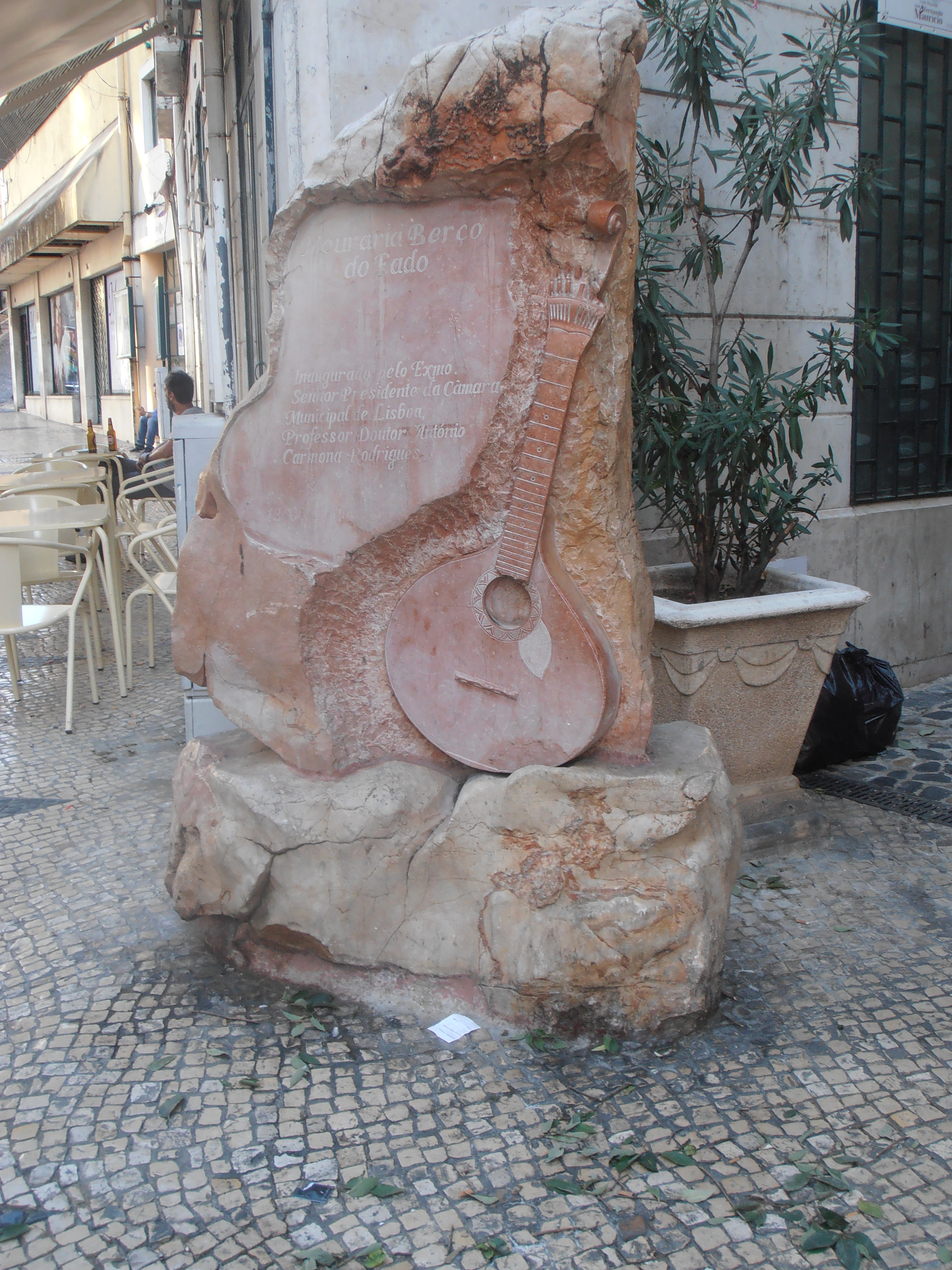
Lisbonne du Fado.

Le fado est probablement apparu vers les années 1820 ou 1840 au Portugal, mais ses origines précises sont incertaines. Selon certains, il serait apparu à partir du fado marin, un chant entonné par les marins portugais. Pour d'autres, il serait la synthèse de genres musicaux brésiliens très en vogue à Lisbonne au XVIIIe siècle, comme le lundum et la modinha.
La première chanteuse de fado dont on a connaissance fut Maria Severa, qui vécut dans la première moitié du XIXe siècle. Dans les années 1920 et 1930, une série d'enregistrements de fado de Coimbra connurent un certain succès.
La particularité du fado est que, dans la majorité des chansons, la coda est toujours jouée de la même façon. Elle est généralement interprétée par le chant, élément indispensable, et généralement accompagné par des instruments à cordes pincées, dont généralement la guitarra (sorte de cistre) et souvent une ou plusieurs violão.
Le 27 novembre 2011, le fado a été inscrit au patrimoine culturel immatériel de l'humanité.

## Variétés de fado

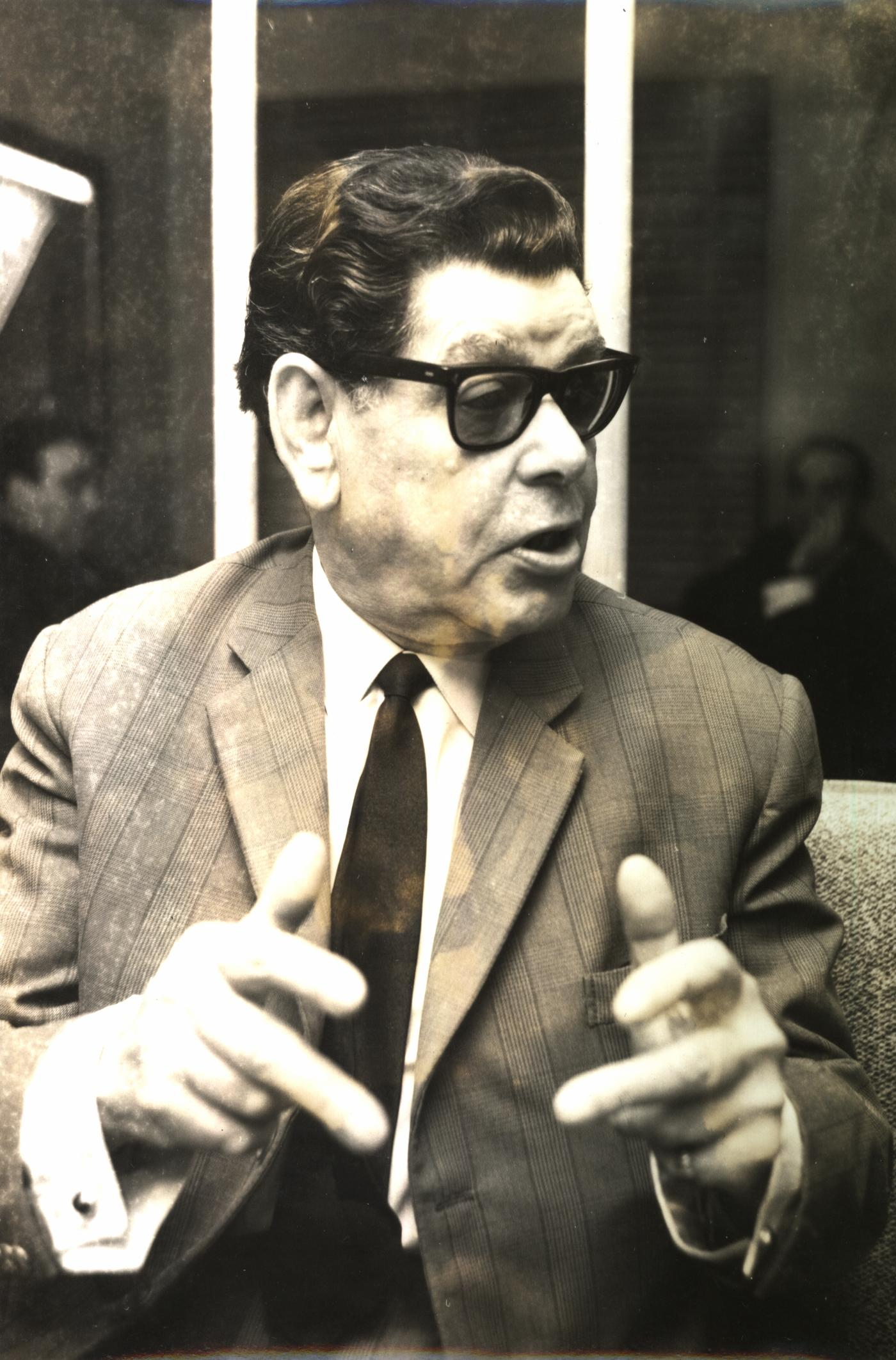
Alfredo Duarte Marceneiro, expliquant l'art du Fado.

### Le fado de Lisbonne
Ce genre est originaire des quartiers populaires de Lisbonne (Alfama, Castelo, Mouraria, Bairro Alto, Madragoa). Il est pratiqué aussi bien par des hommes que par des femmes. Il est en général moins entraînant et moins joyeux que celui de Coimbra.
Les thèmes les plus chantés de ce fado sont la saudade, la nostalgie, la tristesse, les petites histoires du quotidien des quartiers typiques et des courses portugaises. Il s'agissait des thèmes autorisés sous le régime de Salazar, avec le fado tragique, de tristesse et de passion résolues dans la violence, avec sang et pleurs. Les paroles en rapport avec des problèmes sociaux et politiques, ou bien les textes revendicatifs, étaient censurés.
Les fadistes de ce genre « classique » les plus connus étaient Carlos Ramos, Alfredo Duarte Marceneiro, Berta Cardoso, Maria Teresa de Noronha, Hermínia Silva, Fernando Farinha, Fernando Maurício, Lucília do Carmo, Manuel de Almeida, entre autres.
Le fado moderne a vu sa notoriété dépasser largement les frontières du Portugal avec Amália Rodrigues. En collaboration avec le compositeur Alain Oulman, elle popularisa l'usage de textes de poètes célèbres, comme Luís Vaz de Camões, José Régio, Pedro Homem de Mello, Alexandre O’Neill, David Mourão-Ferreira, José Carlos Ary dos Santos et d'autres, comme João Ferreira-Rosa, Teresa Tarouca, Carlos do Carmo, Beatriz da Conceição, Maria da Fé. Le renouveau du fado est également associé au nom de João Braga, en raison de la qualité des poèmes qu'il chanta et mit en musique, ceux des auteurs déjà cités et ceux de Fernando Pessoa, António Botto, Affonso Lopes Vieira, Sophia de Mello Breyner Andresen, Miguel Torga ou Manuel Alegre. Il a été une source d'inspiration pour toute une nouvelle génération de fadistes.
Ce soin pour les paroles fut associé à de nouvelles formes d'accompagnement musical par de grands compositeurs. Il faut en particulier remarquer le travail d'Alain Oulman, mis en avant par Amália Rodrigues, mais également ceux de Frederico de Freitas, Frederico Valério, José Fontes Rocha, Alberto Janes, Carlos Gonçalves.
Le fado de Lisbonne est connu aujourd'hui pour être fréquemment accompagné au violon, au violoncelle ou à l'orchestre, mais il ne se dispense pas de la guitare portugaise. Parmi les guitaristes les plus connus, on notera Armandinho, José Nunes, Jaime Santos, Raul Nery, José Fontes Rocha, Carlos Gonçalves, Mario Pacheco, Pedro Caldeira Cabral, José Luís Nobre Costa, Paulo Parreira ou Ricardo Rocha. La guitare classique est également un instrument incontournable et les exécutants les plus connus comptent Alfredo Mendes, Martinho d'Assunção, Júlio Gomes, José Inácio, Francisco Perez Andión, o Paquito, Jaime Santos Jr., Carlos Manuel Proença. Le joueur de guitare basse le plus connu est Joel Pina.
La fado dit « typique » est de nos jours chanté principalement à destination des touristes, dans des établissements spécialisés, notamment dans les quartiers historiques de Lisbonne. Ces fados conservent des caractéristiques originelles : soit un chant triste, divertissant ou ironique, soit un dialogue partiellement improvisé entre deux chanteurs.
Une nouvelle génération de musiciens a participé au développement d'un nouveau fado, en apportant une touche de modernité : Mísia, Mariza, Ana Moura, Maria Ana Bobone, Joana Amendoeira, Mafalda Arnauth, Ana Sofia Varela, Katia Guerreiro, Camané, Carminho, Gonçalo Salgueiro, Diamantina, Telmo Pires, Cristina Branco.

### Le fado de Coimbra
Le fado de Coimbra est un chant qui est lié aux traditions académiques de son université. Il est chanté uniquement par des hommes dans la rue ou en société. Les chanteurs comme les musiciens sont en général habillés de l'habit académique traditionnel noir, pantalon, habit long et veste de laine. Les chanteurs qui chantent comme les troubadours du temps des rois, s'adressent aux « donzelles » (les étudiantes). Ce chant se pratique le soir, dans les rues et sur les places. Les lieux les plus typiques sont les marches du Monastère Mosteiro de Santa Cruz et de l'église Sé Velha de Coimbra. Il est également courant d'entendre des sérénades, chants au-dessous de la fenêtre d'une dame que le chanteur tente de séduire.
Le chant peut se pratiquer en groupe, appelé « tuna ». Ces groupes existent dans toutes les universités portugaises. Il arrive désormais également de trouver des groupes féminins. Une rencontre annuelle de groupes de chant est organisée à Porto et rassemble des chanteurs provenant aussi bien d'Espagne, d'Italie que d'Argentine.
Le fado de Coimbra peut être accompagné aussi bien à la guitare portugaise qu'à la guitare espagnole. Les sonorités des fados de Lisbonne et de Coimbra sont cependant complètement différentes.
Les thèmes les plus chantés concernent les amours d'étudiants, l'amour à travers la ville, l'amour dans le voyage, ainsi que les références ironiques et critiques à l'esprit conservateur des professeurs d'université. Parmi les chanteurs « classiques », il faut remarquer Augusto Hilário, António Menano et Edmundo Bettencourt.
Dans les années 1950, les nouveaux chanteurs de Coimbra se sont mis à adopter des thèmes folkloriques. On commença également à chanter les grands poètes classiques et contemporains, comme une forme de résistance à la dictature de Salazar. De ce mouvement, les fadistes les plus connus furent Adriano Correia de Oliveira et José Afonso, qui jouèrent un véritable rôle dans la révolution survenue depuis lors dans la musique populaire portugaise.
En ce qui concerne la guitare portugaise, le renouveau est venu d'Artur Paredes, qui a associé à son nom les chanteurs les plus novateurs. Son fils, Carlos Paredes, continua à rendre encore plus polyvalente la guitare portugaise.
Parmi les fados de Coimbra les plus connus, on notera Fado Hilário, Do Choupal até à Lapa, Balada da Despedida, O meu menino é d’oiro, Samaritana.
Curieusement, les œuvres les plus connues en dehors du Portugal concernant Coimbra ne sont pas des fados mais des chansons, comme Coimbra é uma lição, ou Avril au Portugal de Yvette Giraud.

## Quelques artistes
- Ercília Costa (1902-1985), première chanteuse de fado de renommée internationale
- Alfredo Duarte Marceneiro
- Amália Rodrigues (1920-1999), la plus célèbre de toutes les chanteuses de fado. Ses cendres ont été transférées au Panteão Nacional
- Ana Moura
- António Zambujo
- Carlos do Carmo, fils de Lucília do Carmo
- Carminho
- Cristina Branco
- Dulce Pontes
- Fernando Maurício
- Fernando Machado Soares
- Katia Guerreiro
- Madredeus
- Mafalda Arnauth
- Maria da Fé
- Mariza
- Teresa Salgueiro
- Paulo de Carvalho
- Lina (chanteuse)

## Au cinéma
Dans le film La Religieuse portugaise d'Eugène Green, de nombreux morceaux de fado sont interprétés. Le metteur en scène espagnol Carlos Saura a réalisé un film nommé Fados, avec Cuca Roseta comme interprète. Dans le film Les Amants du Tage d'Henri Verneuil (1955), Amàlia Rodrigues interprète Barco Negro. Dans le film franco-portugais La Cage dorée de Ruben Alves (2013), un fado est joué dans un restaurant portugais de Paris où les deux amoureux dînent et se réconcilient.

## Le fado en Île-de-France
Le fado en Île-de-France est une pratique reconnue et inscrite à l'inventaire du patrimoine culturel immatériel en France en 2019[Quoi ?].

## Honneur
L'astéroïde (541741) Fado est nommé en son honneur.